# Temporada 2002 del Campeonato Mexicano de Rally
La temporada 2002 del Campeonato Mexicano de Rally estuvo compuesta de diez pruebas. Comenzó el 16 de marzo con el Rally de la Media Noche y finalizó el 30 de noviembre con el Rally Acapulco.

## Calendario
Fuente: SPORCAR
| N.º | Fecha            | Prueba                  | Otros |
| --- | ---------------- | ----------------------- | ----- |
| 1   | 16 de marzo      | Rally de la Media Noche |       |
| 2   | 28 de abril      | Corona Rally México     |       |
| 3   | 18 de mayo       | Rally Feria de Mayo     |       |
| 4   | 8 de junio       | Rally Sierra Brava      |       |
| 5   | 14 de julio      | Rally de las 24 horas   |       |
| 6   | 7 de septiembre  | Rally Sierra de Lobos   |       |
| 7   | 28 de septiembre | Rally Corregidora       |       |
| 8   | 19 de octubre    | Reto a las Alturas      |       |
| 9   | 8 de noviembre   | Rally de la Plata       |       |
| 10  | 30 de noviembre  | Rally Acapulco          |       |

## Resultados

### Campeonato de Pilotos
Fuente: SPORCAR
| Pos. | Piloto             | Club  | MDN | COR | FER | BRA | 24H | LOB | CRA | RET | PLA | ACA | Puntos |
| ---- | ------------------ | ----- | --- | --- | --- | --- | --- | --- | --- | --- | --- | --- | ------ |
| 1    | Carlos Izquierdo   | IND   |     | 81  | 46  | 31  | 1   | 37  | 31  | 41  | 61  |     | 329    |
| 2    | Rodrigo Ordóñez    | CAMAC | 61  | 1   | 61  | 41  | 1   | 46  | 41  | 31  | 37  |     | 320    |
| 3    | Patrick Silve      | CAF   | 46  |     |     |     | 81  | 31  | 1   |     | 46  |     | 205    |
| 4    | Fernando Couto     | IND   | 25  | 41  | 37  |     | 33  | 19  | 25  | 17  |     |     | 197    |
| 5    | Alejandro Pimentel | RAC   |     |     |     |     | 61  | 61  | 1   | 1   | Des |     | 124    |
| 6    | Edgardo Fuentes    | RAC   |     |     | 1   | 25  | 49  | 25  | 21  |     | 4   |     | 125    |
| 7    | Omar Chávez        | RAC   | 4   | 33  | 4   | 5   | 17  | 4   | 3   | 13  | 31  |     | 114    |

| Color  | Resultado                               | Color                                   | Resultado                               |
| ------ | --------------------------------------- | --------------------------------------- | --------------------------------------- |
| Oro    | Ganador                                 | Azul                                    | Finalizó la prueba                      |
| Plata  | 2.º lugar                               | Violeta                                 | No terminó (Ret)                        |
| Bronce | 3.er lugar                              | Negro                                   | Descalificado (Des)                     |
| Verde  | Entre los 10 prim.                      | Sin color                               | No participó                            |
| Blanco | Puntuó en otra prueba o categoría (Otr) | Puntuó en otra prueba o categoría (Otr) | Puntuó en otra prueba o categoría (Otr) |

Notas:

1. IND en la columna "Club" = Participó como corredor independiente.

2. Del Rally Acapulco no hay resultados, aunque la prueba sí fue puntuable.

### Campeonato de Navegantes
Fuente: SPORCAR
| Pos. | Navegante             | Club  | MDN | COR | FER | BRA | 24H | LOB | CRA | RET | PLA | ACA | Puntos |
| ---- | --------------------- | ----- | --- | --- | --- | --- | --- | --- | --- | --- | --- | --- | ------ |
| 1    | Angélica Fuentes      | RAC   |     | 81  | 46  | 31  | 1   | 37  | 31  | 41  | 61  |     | 329    |
| 2    | Luis A de la Brena    | CAMAC | 61  | 1   | 61  | 41  | 1   | 46  | 41  | 31  |     |     | 283    |
| 3    | Jorge Lestrade        | IND   | 25  | 41  | 37  | 1   | 33  | 19  | 25  | 17  |     |     | 198    |
| 4    | Baptiste Lormand      | CAF   | 46  |     |     |     | 81  | 31  | 1   |     |     |     | 159    |
| 5    | Lorena Fuentes        | RAC   |     |     | 1   | 25  | 49  | 25  | 21  |     | 4   |     | 125    |
| 6    | Marielen de Izaurieta | RAC   |     |     |     |     | 61  | 61  | 1   | 1   |     |     | 124    |
| 7    | Mauricio Pimentel     | IND   |     | 61  | 13  | 1   | 41  |     | 3   |     |     |     | 119    |

Notas:

1. IND en la columna "Club" = Participó como corredor independiente.

2. 2. Del Rally Acapulco no hay resultados, aunque la prueba sí fue puntuable.

### Campeonato de Clubes
Fuente: SPORCAR
| Pos. | Club                                              | Puntos |
| ---- | ------------------------------------------------- | ------ |
| 1    | Rally Automóvil Club, A.C.                        | 1.603  |
| 2    | Club Automovilístico Francés de México, A.C.      | 805    |
| 3    | Club Automovilístico Morelia, A.C.                | 790    |
| 4    | Puebla Auto Club, A.C.                            | 150    |
| 5    | Lindavista Automóvil Club, A.C.                   | 97     |
| 6    | Club Deportivo Automovilístico de Querétaro, A.C. | 18     |
| 7    | Club Atomovilístico Santiago, A.C.                | 10     |
| 8    | Rally Automovilístico Leonés, A.C.                | 4      |
| 9    | Cronometraje y Eventos Motores A.C.               | 2      |